# William Boleyn
Pour les articles homonymes, voir Boleyn.
William Boleyn (v. 1451-1505), Knight Bachelor, est un noble anglais, propriétaire terrien, de Blickling et de Hever dans le Norfolk.

## Biographie

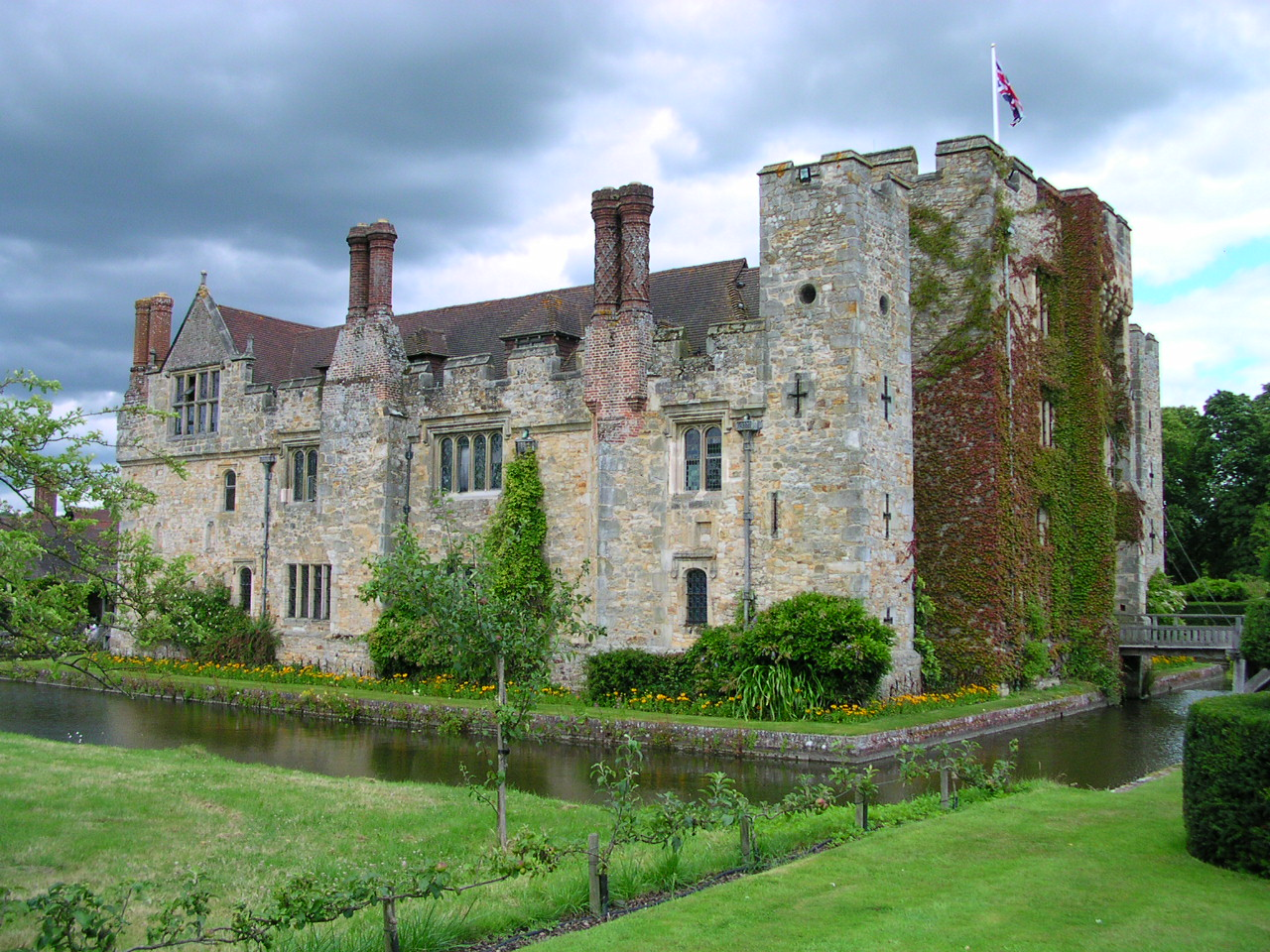
Le château familial d'Hever

Il est le fils de Geoffrey Boleyn, un riche marchand de tissus, lord-maire de Londres en 1457, et d'Anne Hoo, fille de Thomas Hoo, lord Hoo et Hastings.
William se marie avec lady Margaret Butler (v.1465-1539/1540), deuxième fille et cohéritière de Thomas Butler († 1515), 7e comte d'Ormonde. Leur deuxième fils est Thomas Boleyn, le père de Mary et d'Anne Boleyn, la seconde femme d'Henri VIII d'Angleterre. Il est donc l'arrière-grand-père de la reine Élisabeth Ire d'Angleterre. 
Vers 1471-1472, il hérite de son frère aîné, Thomas. Il sert comme shériff de Kent en 1489.[réf. nécessaire] Il est inhumé dans la cathédrale de Norwich.

## Descendance
William se marie avec lady Margaret Butler (v.1465-1539/1540), deuxième fille et cohéritière de Thomas Butler († 1515), 7e comte d'Ormonde. Ils ont pour descendance connue :
- Thomas Boleyn (1476/1477 – 12 mars 1539), 1er comte de Wiltshire, marié à Elizabeth Howard
- William Boleyn († 18 décembre 1571), clerc, archidiacre de Winchester[2] ;
- James Boleyn (v. 1480[1] – 5 décembre 1561), député[1], marié avec Elizabeth Wood ;
- Edward Boleyn, marié avec Anne Tempest ;
- John Boleyn († 1484) ;
- Anthony Boleyn († 30 septembre 1493) ;
- Margaret Boleyn (née vers 1489), mariée avec John Sackville[2] ;
- Anne Boleyn (18 novembre 1475 – 6 janvier 1555) mariée à sir John Shelton[2] ;
- Alice Boleyn († 1538), mariée avec Robert Clere[2] ;
- Jane Boleyn († 1501), mariée avec sir Phillip Calthorpe[2] ;

## Sources
- Boleyn Family Accessed December 16, 2007
- Anne Boleyn and John Shelton Accessed December 16, 2007
- (en)  Généalogie de la famille Boleyn